# Philip K. Dick’s Electric Dreams
Philip K. Dick’s Electric Dreams ist eine britische Science-Fiction-Anthologie-Fernsehserie, die auf Kurzgeschichten von Philip K. Dick basiert. Die Erstausstrahlung fand am 17. September 2017 in England auf Channel 4 statt. Unter anderem in Deutschland und den Vereinigten Staaten wurde die Serie auf Amazon Video veröffentlicht. Die deutschsprachige Erstveröffentlichung fand am 12. Januar 2018 statt.

## Handlung
Zehn einzelne Episoden haben jeweils eine abgeschlossene Handlung, die auf verschiedenen Kurzgeschichten von Philip K. Dick aus den 1950er-Jahren beruhen.

## Besetzung und Synchronisation
Die Serie wurde bei der Antares Film in Berlin vertont. Thomas Maria Lehmann schrieb die Dialogbücher, Cornelia Steiner führte die Dialogregie.

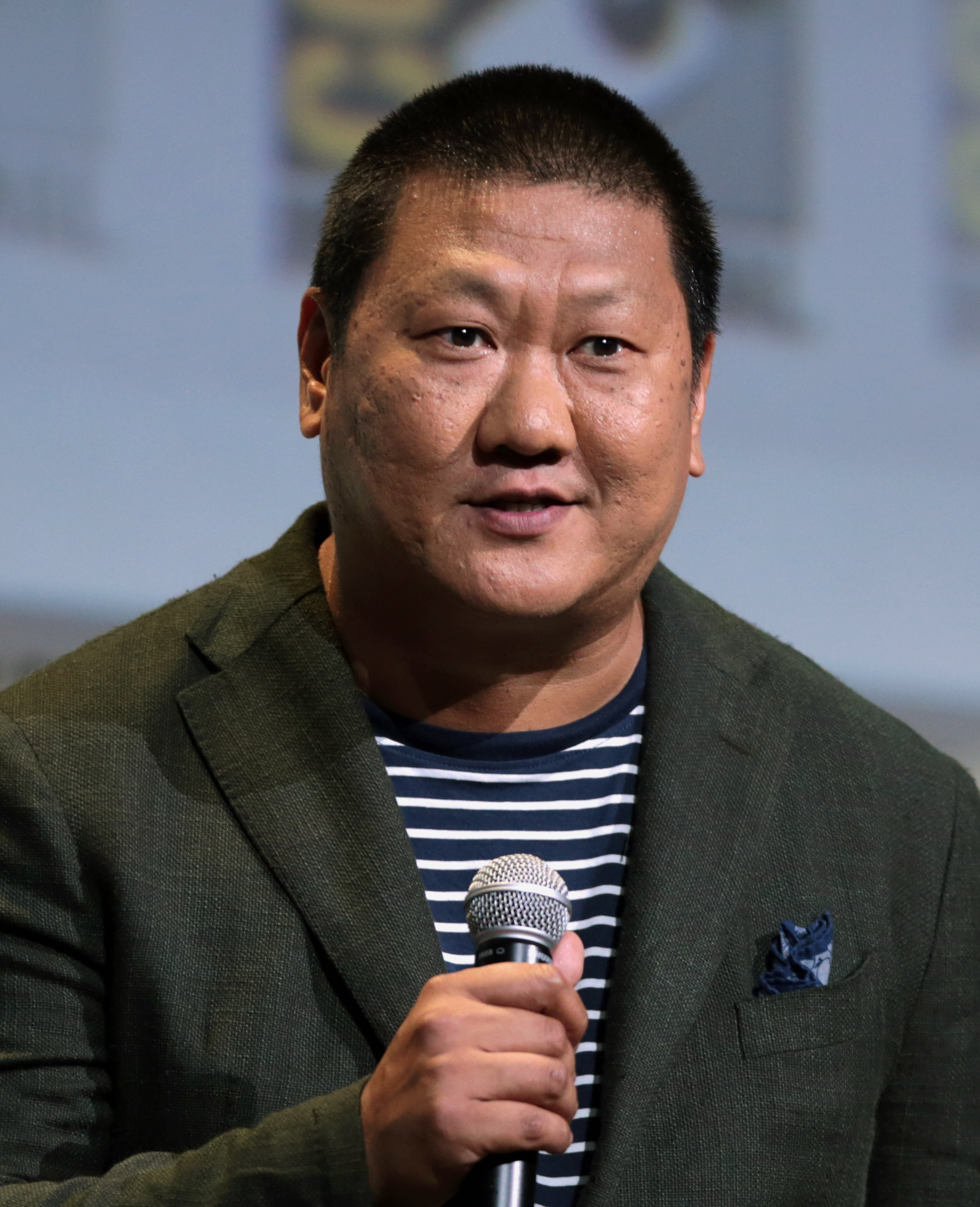
Benedict Wong

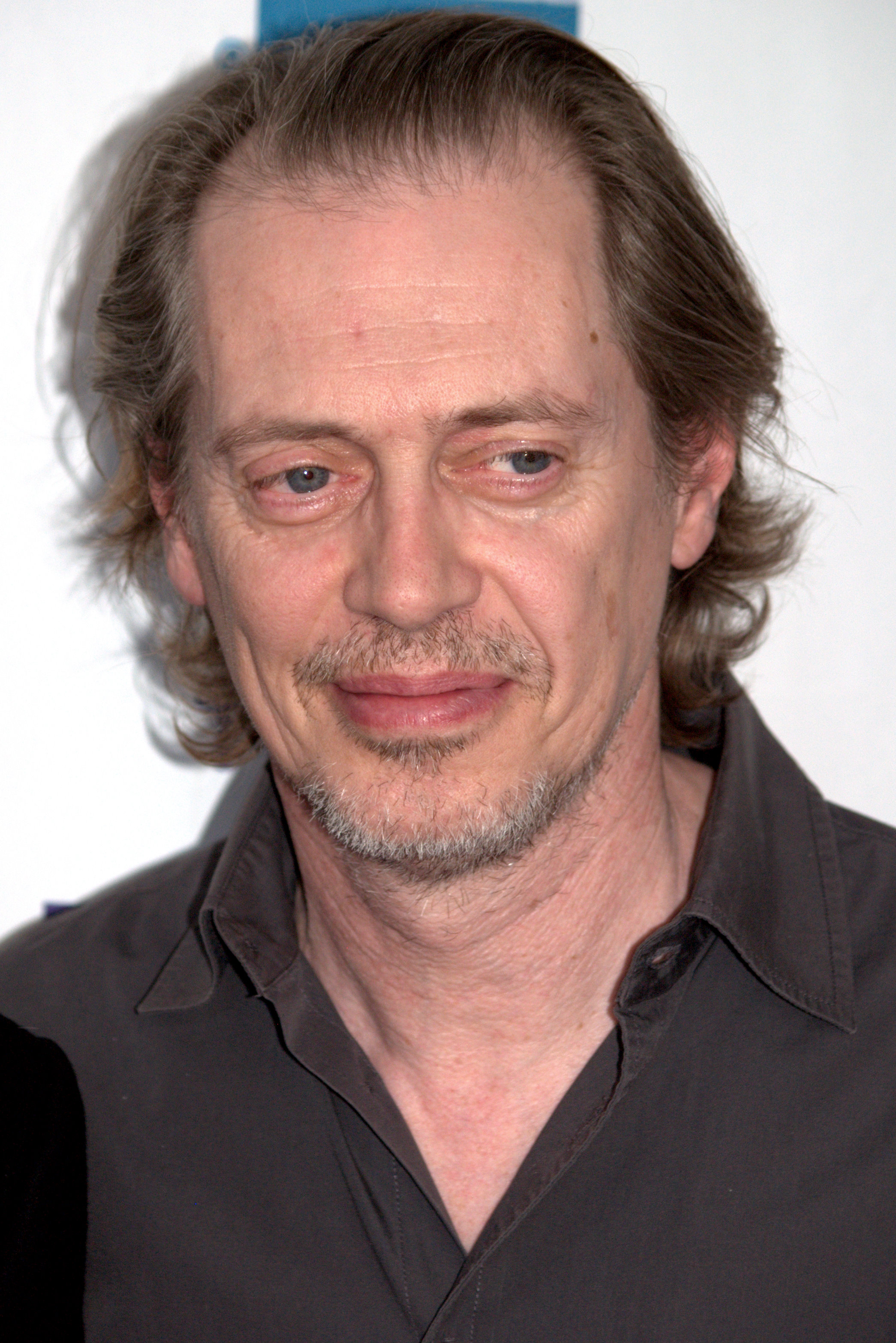
Steve Buscemi

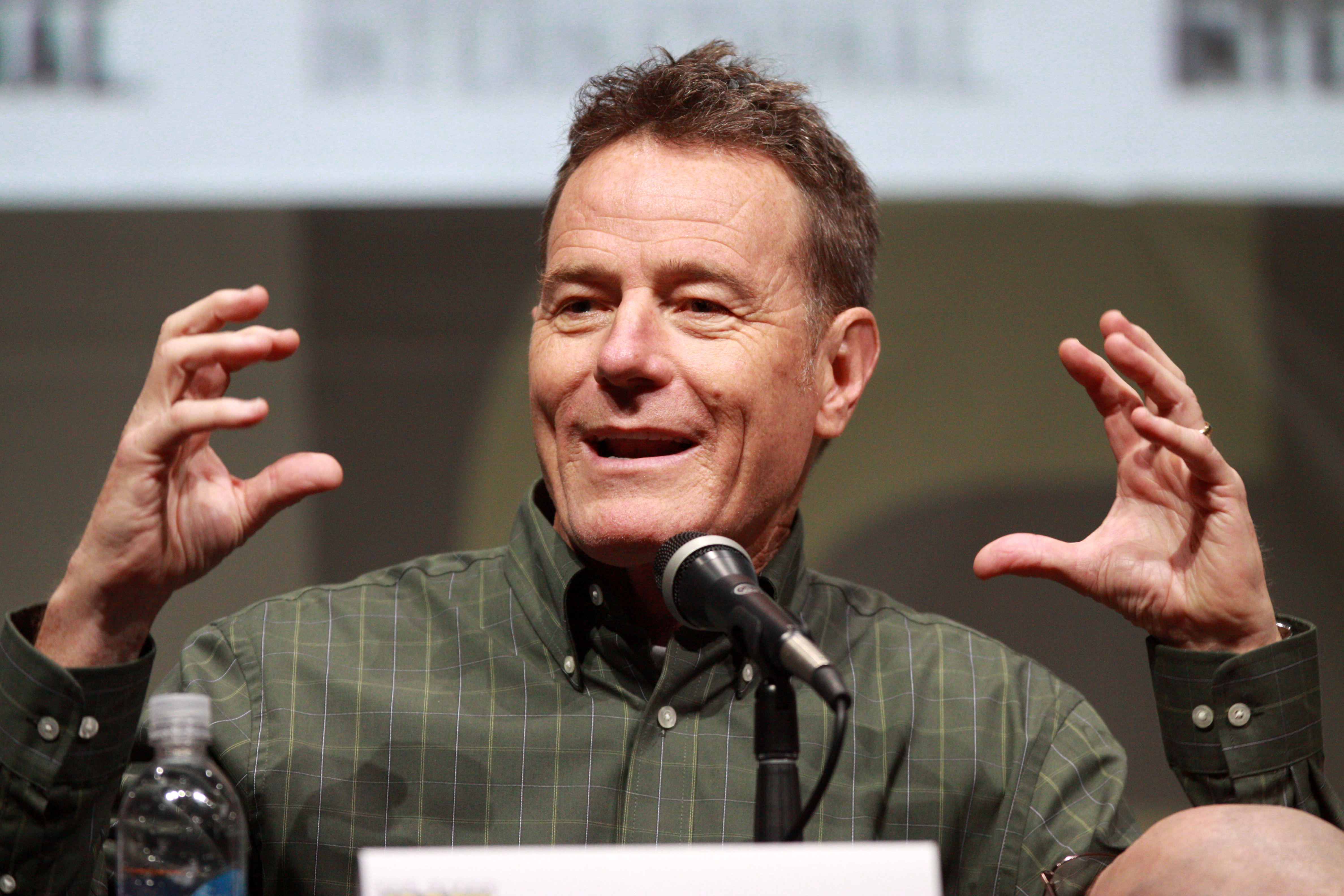
Bryan Cranston

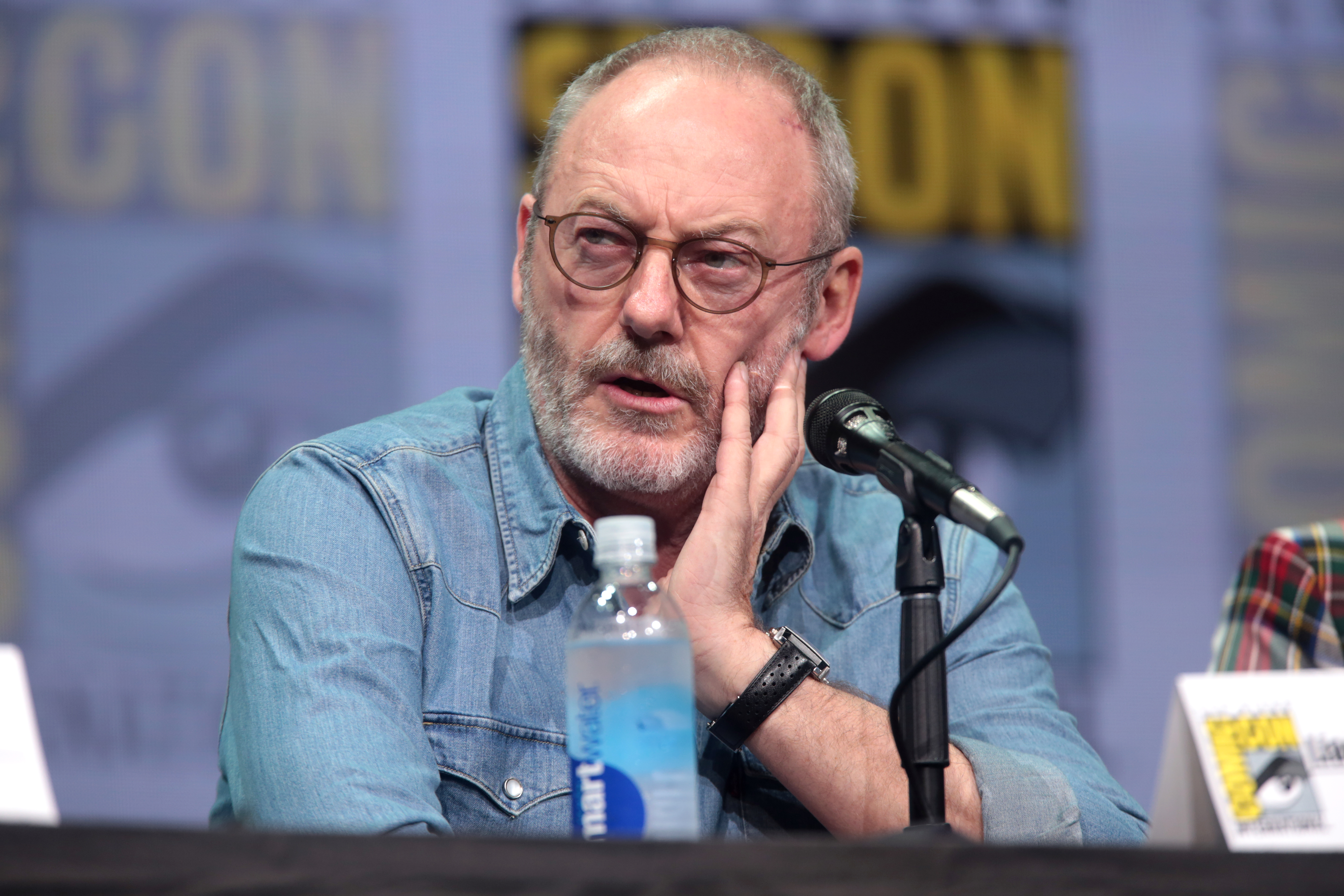
Liam Cunningham

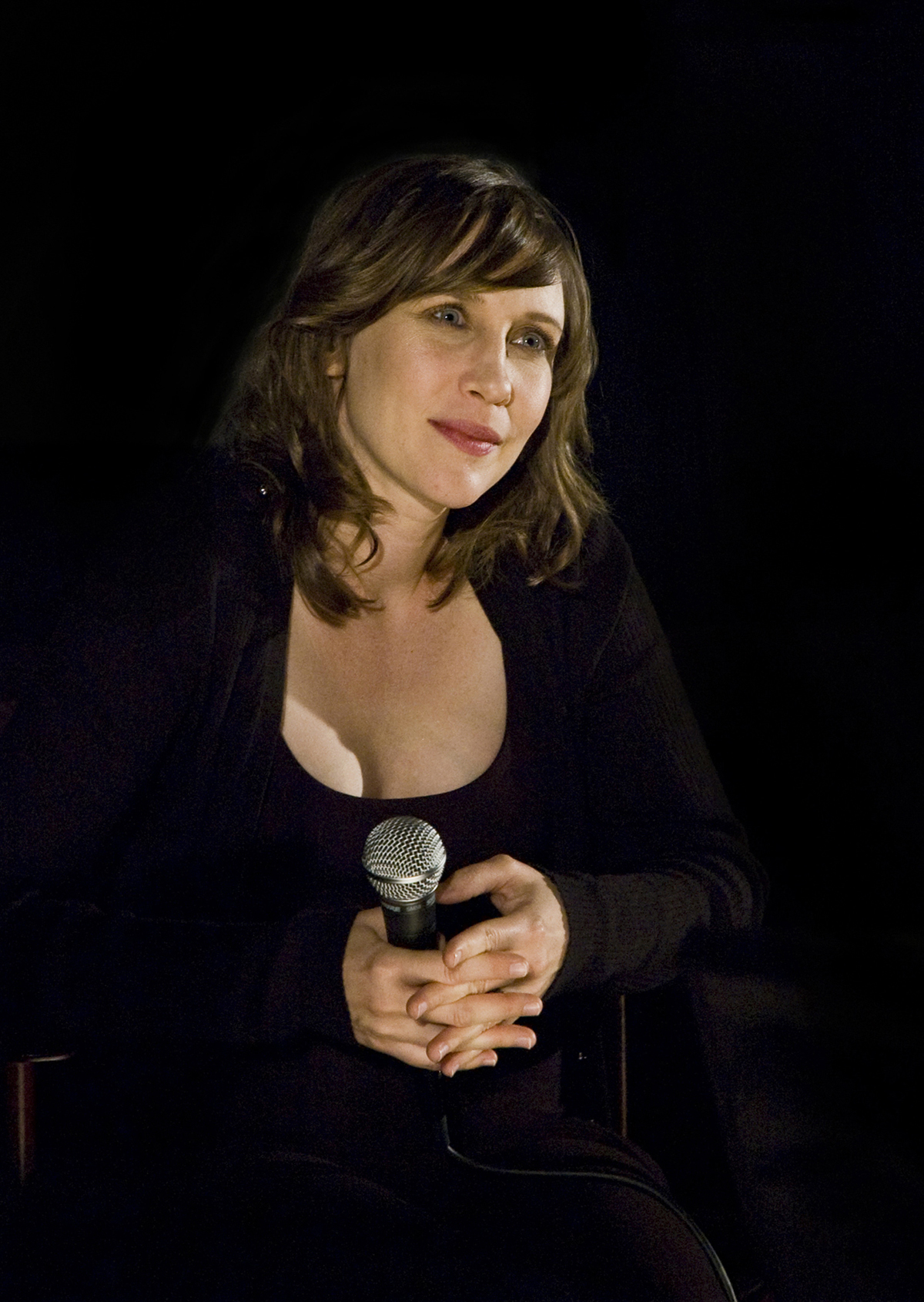
Vera Farmiga

| Schauspieler         | Rolle               | Synchronsprecher         | Auftritt (Episode) |
| -------------------- | ------------------- | ------------------------ | ------------------ |
| Richard Madden       | Agent Ross          | Stefan Günther           | The Hoodmaker      |
| Holliday Grainger    | Honor               |                          | The Hoodmaker      |
| Noma Dumezweni       | Senior Agent Okhile |                          | The Hoodmaker      |
| Anneika Rose         | Mary                |                          | The Hoodmaker      |
| Richard McCabe       | Dr. Thaddeus Cutter |                          | The Hoodmaker      |
| Jack Reynor          | Brian Norton        |                          | Impossible Planet  |
| Benedict Wong        | Andrews             |                          | Impossible Planet  |
| Geraldine Chaplin    | Irma Louise Gordon  |                          | Impossible Planet  |
| Georgina Campbell    |                     |                          | Impossible Planet  |
| Timothy Spall        | Ed Jacobson         | Axel Lutter              | The Commuter       |
| Rebecca Manley       | Mary Jacobson       | Katja Schmitz            | The Commuter       |
| Rudi Dharmalingham   | Bob Paine           | Roman Wolko              | The Commuter       |
| Tuppence Middleton   | Linda               |                          | The Commuter       |
| Anne Reid            | Martine Jenkins     |                          | The Commuter       |
| Ann Akin             | Dr. Simpson         |                          | The Commuter       |
| Hayley Squires       | Bedienstete         |                          | The Commuter       |
| Tom Brooke           |                     |                          | The Commuter       |
| Julia Davis          | Sally               |                          | Crazy Diamond      |
| Steve Buscemi        | Ed Morris           | Santiago Ziesmer         | Crazy Diamond      |
| Sidse Babett Knudsen | Jill                | Christin Marquitan       | Crazy Diamond      |
| Joanna Scanlan       |                     |                          | Crazy Diamond      |
| Anna Paquin          | Sarah               | Berenice Weichert        | Real Life          |
| Terrence Howard      | George              | Florian Halm             | Real Life          |
| Rachelle Lefèvre     | Katie               | Maximiliane Häcke        | Real Life          |
| Lara Pulver          | Paula               | Anke Reitzenstein        | Real Life          |
| Sam Witwer           | Chris               | Ozan Ünal                | Real Life          |
| Guy Burnet           | Collins             | David Turba              | Real Life          |
| Jacob Vargas         | Mario               | Bernhard Völger          | Real Life          |
| Essie Davis          | Vera                | Nadine Zaddam            | Human Is           |
| Bryan Cranston       | Silas               | Joachim Tennstedt        | Human Is           |
| Liam Cunningham      | General Olin        |                          | Human Is           |
| Ruth Bradley         | Yaro                |                          | Human Is           |
| Vera Farmiga         | Die Kandidatin      | Claudia Urbschat-Mingues | Kill All Others    |
| Mel Rodriguez        | Philbert Noyce      |                          | Kill All Others    |
| Jason Mitchell       | Lenny               |                          | Kill All Others    |
| Glenn Morshower      | Ed                  | Kaspar Eichel            | Kill All Others    |
| Sarah Baker          | Maggie Noyce        | Nicole Hannak            | Kill All Others    |
| Janelle Monáe        | Alexis              | Anja Stadlober           | Autofac            |
| Juno Temple          | Emily               | Anne Helm                | Autofac            |
| Jay Paulson          | Reverend Perine     | Gerrit Schmidt-Foß       | Autofac            |
| David Lyons          |                     |                          | Autofac            |
| Annalise Basso       | Foster              | Jodie Blank              | Safe and Sound     |
| Maura Tierney        |                     |                          | Safe and Sound     |
| Greg Kinnear         | Vater               | Bernd Vollbrecht         | Father Thing       |
| Mireille Enos        | Mutter              | Marie Bierstedt          | Father Thing       |
| Jack Gore            | Charlie             |                          | Father Thing       |
| Zakk Paradise        | Henry               |                          | Father Thing       |
| Jack Lewis           | Dylan Peretti       |                          | Father Thing       |

## Produktion
Philip K. Dick’s Electric Dreams ist nach Total Recall 2070, The Man in the High Castle und Minority Report die vierte Fernsehserie, die auf Stoffen von Philip K. Dick beruht.
Die Serie war ursprünglich als Koproduktion zwischen AMC und Channel 4 geplant, doch AMC stieg nach kurzer Zeit wieder aus. Daraufhin teilte Amazon Video im Februar 2017 mit, dass es die Senderechte für die Vereinigten Staaten gekauft habe. Produziert wurde die Serie von Sony Pictures Television mit Ronald D. Moore, Michael Dinner und Bryan Cranston als Executive Producer.
Gedreht wurde an verschiedenen Orten im Vereinigten Königreich und in den Vereinigten Staaten, u. a. von April bis Juli 2017 in Chicago und anderen Landesteilen in Illinois. Weitere Drehorte waren London sowie Bournemouth in Dorset und Wrexham in Buckinghamshire.

## Episodenliste
| Nr. | Deutscher Titel       | Originaltitel     | Erstausstrahlung UK/USA | Deutschsprachige Erstveröffentlichung (D/A) | Regie               | Drehbuch                    | Basiert auf                                         |
| --- | --------------------- | ----------------- | ----------------------- | ------------------------------------------- | ------------------- | --------------------------- | --------------------------------------------------- |
| 1   | Der Haubenmacher      | The Hood Maker    | 17. Sep. 2017           | 12. Jan. 2018                               | Julian Jarrold      | Matthew Graham              | Der Haubenmacher (The Hood Maker, 1955)             |
| 2   | Der unmögliche Planet | Impossible Planet | 24. Sep. 2017           | 12. Jan. 2018                               | David Farr          | David Farr                  | Der unmögliche Planet (The Impossible Planet, 1953) |
| 3   | Der Pendler           | The Commuter      | 1. Okt. 2017            | 12. Jan. 2018                               | Tom Harper          | Jack Thorne                 | Der Pendler (The Commuter, 1953)                    |
| 4   | Crazy Diamond         | Crazy Diamond     | 8. Okt. 2017            | 12. Jan. 2018                               | Marc Munden         | Tony Grisoni                | Die todsichere Masche (Sales Pitch, 1954)           |
| 5   | Das wahre Leben       | Real Life         | 15. Okt. 2017           | 12. Jan. 2018                               | Jeffrey Reiner      | Ronald D. Moore             | Ausstellungsstück (Exhibit Piece, 1954)             |
| 6   | Menschlich ist …      | Human Is          | 29. Okt. 2017           | 12. Jan. 2018                               | Francesca Gregorini | Jessica Mecklenburg         | Menschlich ist (Human Is …, 1955)                   |
| 7   | Tötet alle Anderen!   | Kill All Others   | 12. Jan. 2018           | 12. Jan. 2018                               | Dee Rees            | Dee Rees                    | Der Gehenkte (The Hanging Stranger, 1953)           |
| 8   | Autofac               | Autofac           | 12. Jan. 2018           | 12. Jan. 2018                               | Peter Horton        | Travis Beacham              | Autofab./Krieg der Automaten (Autofac., 1955)       |
| 9   | Fosters neue Welt     | Safe and Sound    | 12. Jan. 2018           | 12. Jan. 2018                               | Alan Taylor         | Kalen Egan & Travis Sentell | Foster, du bist tot (Foster, You’re Dead!, 1955)    |
| 10  | Das Vater-Ding        | Father Thing      | 12. Jan. 2018           | 12. Jan. 2018                               | Michael Dinner      | Michael Dinner              | Das Vater-Ding (The Father-thing, 1954)             |